# Іллінка (Астраханська область)
Іллінка (рос. Ильинка) — робітниче селище у Ікрянинському районі Астраханської області Російської Федерації.
Населення становить 4981 особу. Входить до складу муніципального утворення робітниче селище Іллінка.

## Історія
Населений пункт розташований на території українського етнічного та культурного краю Жовтий Клин. Від 1925 року належить до Ікрянинського району.
Згідно із законом від 6 серпня 2004 року органом місцевого самоврядування є робітниче селище Іллінка.

## Населення
| 1970  | 1979  | 1989  | 2002  | 2009  | 2010  | 2012  |
| ----- | ----- | ----- | ----- | ----- | ----- | ----- |
| 3952  | ↗4094 | ↗4387 | ↗4633 | ↗4717 | ↘4650 | ↗4752 |
| 2013  | 2014  | 2015  | 2016  | 2017  |       |       |
| ↗4809 | ↘4774 | ↗4924 | ↘4919 | ↗4981 |       |       |